# John Beattie
John Beattie, född den 9 april 1957 i London i Storbritannien, är en brittisk roddare.
Han tog OS-brons i fyra utan styrman i samband med de olympiska roddtävlingarna 1980 i Moskva.